# Engyon
Engyon was in de Griekse Oudheid een stadsstaat in het binnenland van Sicilië. Volgens de legende verhaald door Diodoros in de 1e eeuw v.Chr., hebben inwijkelingen uit Kreta de stad Engyon gesticht. De moedergodin Rhea werd er vereerd in een tempel, net zoals ze vereerd werd op Kreta. Engyon maakte deel uit van Magna Graecia of Groot-Griekenland. Op basis van naamverwantschap is de plek van Engyon te situeren in de Italiaanse gemeente Gangi.
Timoleon, een tiran uit Syracuse, een Griekse stadsstaat in Zuid-Sicilië bestaande uit kolonisten uit Korinthe, veroverde Engyon in de 4e eeuw v.Chr. 
Na de Eerste Punische oorlog werd Sicilië Romeins (3e eeuw v.Chr.). Gaius Cornelius Verres, gouverneur van Sicilia, plunderde de tempelschatten (1e eeuw v.Chr.). Cicero benoemde dit event als Verrine.